# Royal Society Prizes for Science Books
I Royal Society Prizes for Science Books sono due premi annuali per la miglior pubblicazione di scienza e la miglior pubblicazione di scienza per bambini. Nomine e vincitori sono decisi dalla Royal Society, l'accademia nazionale inglese delle scienze. Vengono considerati i premi per la scrittura scientifica più prestigiosi.
I premi sono stati istituiti nel 1988 e fino al 1990 erano conosciuti come Science Book Prizes, successivamente, con la sponsorizzazione della Rhône-Poulenc vennero chiamati Rhône-Poulenc Prizes for Science Books. Tra il 2000 e il 2006, in seguito alla fusione della Rhône-Poulenc con la Hoechst AG per formare la società Sanofi Aventis, i premi furono rinominati in Aventis Prizes for Science Books. Dal 2007 al 2012 i premi sono stati gestiti e sponsorizzati dalla Royal Society. Nel febbraio del 2011, è stato annunciato un accordo con la Winton Capital Management per la sponsorizzazione per i cinque anni seguenti, e i premi hanno preso il nome di Royal Society Winton Prize for Science Books e di Royal Society Young People's Book Prize

## Criteri di giudizio
Le iscrizioni sono aperte a qualsiasi libro pubblicato in lingua inglese nel corso dell'anno precedente, che possono essere acquistati nel Regno Unito. Due giurie, una per il General Prize (miglior pubblicazione di scienza) e una per il Junior Prize (miglior pubblicazione di scienza per bambini fino a 14 anni), valuta e seleziona circa dodici libri, riducendo successivamente la lista a sei candidati. Successivamente la giuria per il General Prize seleziona il vincitore. Il vincitore del Junio Prize è selezionata da una giuria di studenti (per il premio del 2005 erano 800 divisi in 85 gruppi). Il vincitore in ogni categoria riceve £10.000. Agli autori dei libri candidati invece viene assegnato un premio di £1.000.

### Royal Society Winton Prize for Science Books
Questo premio viene assegnato alla migliori pubblicazione di scienza per un pubblico non specializzato.
Vincitori e candidati:

### Vincitori prima del 2000
- 1988: Living with Risk di British Medical Association Board of Science
- 1989: Le ossa della discordia: l'enigma dell'origine dell'uomo (Bones of Contention: Controversies in the Search for Human Origins) di Roger Lewin
- 1990: La mente nuova dell'imperatore (The Emperor's New Mind: Concerning Computers, Minds and The Laws of Physics) di Roger Penrose
- 1991: La vita meravigliosa (Wonderful Life: The Burgess Shale and the Nature of History) di Stephen Jay Gould
- 1992: Il terzo scimpanzé. Ascesa e caduta del primate Homo sapiens (The Rise and Fall of the Third Chimpanzee) di Jared Diamond
- 1993: La fabbrica della memoria. Dalle molecole alla mente (The Making of Memory) di Steven Rose
- 1994: The Language of the Genes di Steve Jones
- 1995: Prodotti chimici: guida per il consumatore (The Consumer’s Good Chemical Guide) di John Emsley
- 1996: Plague’s Progress di Arno Karlen
- 1997: The Wisdom of Bones di Alan Walker e Pat Shipman
- 1998: Armi, acciaio e malattie (Guns, Germs and Steel: The Fates of Human Societies) di Jared Diamond
- 1999: L'uomo che amava solo i numeri (The Man Who Loved Only Numbers) di Paul Hoffman

### 2000
- L'universo elegante (The Elegant Universe Superstrings, Hidden Dimensions and the Quest for the Ultimate Theory) di Brian Greene

### 2001
- Mapping the Deep di Robert Kunzig

### 2002
- L'universo in un guscio di noce di Stephen Hawking

### 2003
- Right Hand, Left Hand di Chris McManus

### 2004
- Breve storia di (quasi) tutto (A Short History of Nearly Everything) di Bill Bryson

### 2005
- Vincitore
  - Critical Mass: How One Thing Leads to Another di Philip Ball
- Nomination
  - Il racconto dell'antenato. La grande storia dell'evoluzione (The Ancestor's Tale) di Richard Dawkins

### 2006
- L'universo elettrico: l'elettrizzante storia dell'elettricità (Electric Universe: How Electricity Switched on the Modern World) di David Bodanis

### 2007
- Stumbling on Happiness di Daniel Gilbert

### 2008
- Sei gradi. La sconvolgente verità sul riscaldamento globale (Six Degrees: Our Future on a Hotter Planet) di Mark Lynas

### 2009
- L'età della meraviglia (The Age of Wonder: How the Romantic Generation Discovered the Beauty and Terror of Science) di Richard Holmes

### 2010
- Le invenzioni della vita: le dieci grandi tappe dell'evoluzione (Life Ascending) di Nick Lane

### 2011
- Wave watching: una guida illustrata per l'osservatore di ondeT (The Wavewatcher's Companion) di Gavin Pretor-Pinney

### 2012
- The Information di James Gleick

### 2013
- The Particle at the End of the Universe di Sean Carroll

### 2014
- La sostanza delle cose (Stuff Matters: The Strange Stories of the Marvellous Materials that Shape Our Man-made World) di Mark Miodownik

### 2015
- Adventures in the Anthropocene: A Journey to the Heart of the Planet We Made di Gaia Vince

### 2016
- L'invenzione della natura: le avventure di Alexander von Humboldt: l'eroe perduto della scienza (The Invention of Nature: Alexander von Humboldt's New World) di Andrea Wulf

### 2017
- Testosterone rex: miti di sesso, scienza e società (Testosterone Rex: Unmaking the Myths of Our Gendered Minds) di Cordelia Fine

### 2018
- Inventare se stessi: cosa succede nel cervello degli adolescenti (Inventing Ourselves: The Secret Life of the Teenage Brain) di Sarah-Jayne Blakemore

### 2019
- Invisibili: come il nostro mondo ignora le donne in ogni campo: dati alla mano (Invisible Women: Exposing Data Bias in a World Designed for Men) di Caroline Criado-Perez

### 2020
- Explaining Humans: What Science Can Teach Us about Life, Love and Relationships di Camilla Pang

### 2021
- L'ordine nascosto: la vita segreta dei funghi (Entangled Life: How Fungi Make Our Worlds, Change Our Minds & Shape Our Futures) di Merlin Sheldrake[3]

### 2022
- Brevissima storia della vita sulla Terra. 4,6 miliardi di anni in dodici capitoli (A (Very) Short History of Life on Earth: 4.6 Billion Years in 12 Pithy Chapters) di Henry Gee[4]

### 2023
- Un mondo immenso. Come i sensi degli animali rivelano i regni nascosti intorno a noi (An Immense World: How Animal Senses Reveal the Hidden Realms Around Us) di Ed Yong[5]

### 2024
- A City on Mars: Can We Settle Space, Should We Settle Space, and Have We Really Thought This Through? di Kelly Weinersmith e Zach Weinersmith[6]

## Royal Society Young People's Book Prize
Questo premio viene assegnato alla miglio pubblicazione di scienza per bambini.

### 1988
- Science Alive - Living Things di Robin Kerrod

### 1989
- Come funzionano le cose (The Way Things Work) di David Macaulay

### 1990
- Starting Point Science Series di Susan Mayes ex aequo The Giant Book of Space di Ian Ridpath

### 1991
- Cellule, cellule, cellule e Cellule guerriere Cells are Us e Cell Wars di Fran Balkwill e Mic Rolph

### 1992
- The Amazing Voyage of the Cucumber Sandwich di Peter Rowan

### 1993
- Mighty Microbes di Thompson Yardley

### 1994
- L'evoluzione (Eyewitness Science: Evolution) di Linda Gamlin

### 1995
- The Most Amazing Pop-Up Science Book di Jay Young

### 1996
- The World of Weather di Chris Maynard

### 1997
- Ossa, trippe, budella e altre meraviglie del corpo umano (Horrible Science series: Blood, Bones and Body Bits and Ugly Bugs) di Robin Kerrod

### 1998
- The Kingfisher Book of Oceans di David Lambert

### 1999
- Guida completa al microscopio (The Usborne Complete Book of the Microscope) di Kirsteen Rogers

### 2003
- Vincitore
- Nomination
  - Cronometri, clessidre, calendari e altri tentativi di trattenere il tempo (The Terrible Truth About Time) di Nick Arnold